# Шашкевичиана
Шашкевичиана — 1) журнал, периодический орган куратории Маркиана Шашкевича института-заповедника в Виннипеге. Выходил дважды в год в течение 1963—1988 годов. Издано 43 выпуска. Ответственный редактор — М. Марунчак. Публиковал оригинальные статьи-исследования, сообщения, записи, воспоминания, хронику, библиографию из шашкевичезнавства. Перепечатывал уникальные материалы шашкевичезнавцев прошлого — выдающихся деятелей церкви, ученых, писателей. Включал эпистолярию, поэзию, рецензии на шашкевичезнавческие издания;
2) Сборник научных трудов, является продолжением канадского издания, его новой серией. Издатели: Институт украиноведения имени И. Крипякевича НАН Украины, Институт-заповедник М. Шашкевича в Виннипеге, Шашкевичивская комиссия во Львове.
Издано 6 выпусков в 3-х книгах, в которые вошли научные доклады, произнесенные на Шашкевичивських чтениях в Дрогобыче (1989), Львове (1991, 1997), Бродах (1994, 2000, 2004), Ивано-Франковске (1996), Бережанах и Бучаче (1998), раскрывающих неизвестные, малоизвестные страницы деятельности «Русской троицы», М. Шашкевича и его последователей на ниве национального возрождения, религиозного и культурно-образовательной жизни, творческие достижения подзабытых шашкевичезнавцев прошлого, традиции «Русской троицы» в духовной жизни Украины.
Опубликовано вновь открывшиеся произведения М. Шашкевича и посвященные ему современные поэзии, рецензии на новые издания по шашкевичезнавстве, хронику Шашкевичианы. Отв. редактор — М. Ильницкий.
В сборнике печатаются итоговые материалы исследований, проведенных за последние годы в области шашкевичезнавства на основе внедрения в научный оборот новых источников, недоступного ранее работ украинской диаспоры, достижений мировой науки.
Сборник раскрывает неизвестные, малоизвестные или умалчиваемые в условиях тоталитарного режима страницы подвижнической деятельности «Русской троицы», ее проводника Маркиана Шашкевича и его последователей на ниве национального возрождения, а также творческие достижения подзабытых шашкевичезнавцев прошлого